# Kozioł czarownic
Kozioł czarownic (inne nazwy: hiszpański koń, hiszpański osioł, kozioł z Bambergu, chevalet, cavalletto squarciapalle) – narzędzie do wykonywania kary na honorze oraz dyscyplinowania, budową przypominał kołyskę Judasza. 

## Budowa

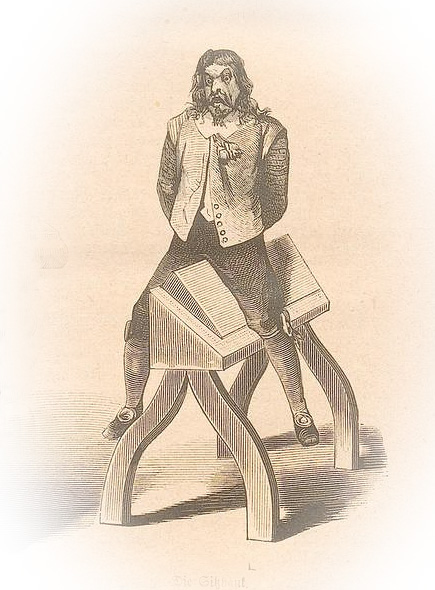
Skazaniec „dosiadający” hiszpańskiego konia w wersji z niesymetrycznymi bokami, zwiększającymi dodatkowo cierpienie ofiary.

Głównym elementem kozła była drewniana belka lub konstrukcja zbita z desek zakończona ostrą krawędzią. Niekiedy dla dekoracji umieszczano na konstrukcji wyrzeźbioną głowę zwierzęcia. Osobę poddawaną karze sadzano na grzbiecie kozła okrakiem, co przy przedłużającej się karze zadawało ofierze ból. Narzędzie modyfikowano na różne sposoby, aby wzmocnić efekt działania. Grzbiet kozła mógł więc mieć celowo niesymetryczny kształt, zmuszając w ten sposób odbywającego karę do przechylania się i napięcia mięśni nóg, co dodatkowo zwiększało ból. W niektórych przypadkach siedzisko obijano blachą, a także nabijano kolcami, wbijającymi się w uda skazańca próbującego utrzymać się na grzbiecie kozła. Możliwe było również przymocowanie skazanemu do nóg ciężarków, które dodatkowo dociskały do ostrej krawędzi. 

## Zastosowanie w Europie

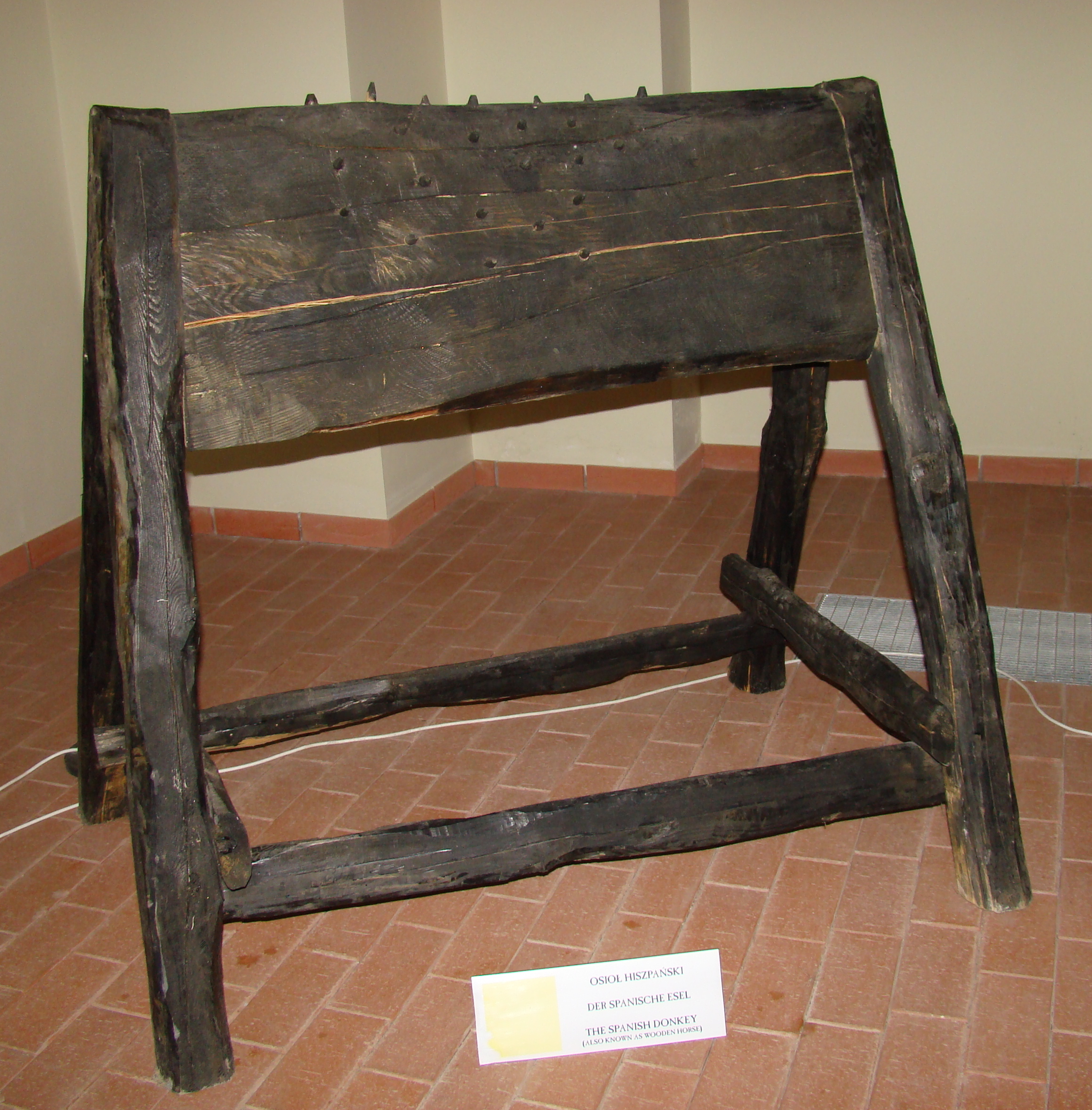
Hiszpański osioł z zamontowanymi kolcami w zbiorach lubuskiego Muzeum Tortur

Kozioł wykorzystywany był przede wszystkim w Europie, głównie w krajach niemieckich. Prosta konstrukcja kozła służyła zarówno do karania, jak i poniżania ofiary, wystawianej często na widok publiczny z zawieszoną na szyi tablicą informującą o przyczynie odbywanej kary. Narzędzie stosowane do publicznego karania współobywateli dodatkowo było wyposażone w koła lub płozy, tak, by można było prowadzić skazańca ulicami miasta, przy akompaniamencie gwizdków, rogów i okrzyków zwracających uwagę na tę formę społecznego ostracyzmu. Z tego względu kozioł pełnił też funkcję odstraszającą. Było to uniwersalne narzędzie, stosowane wobec różnorodnych grup, przy jego pomocy można więc było ukarać:
- kiepskich uczniów za niesubordynację
- kawalerzystów zbyt często spadających z konia
- żołnierzy unikających wykonywania służby (w ordynacjach sądów wojskowych Jana Kazimierza)[4]
- obywateli za drobne przewinienia
- kobiety posądzane o czary i kontakt z nieczystymi siłami[4]
- zakonnice łamiące celibat i prostytutki

Kary za nierząd wykonywano przy pomocy kozła ze znajdującą się na środku piramidką (niczym w kołysce Judasza), która miała wbijać się w pochwę ofiary. Taka kara mogła trwać nawet trzy dni. 

## Zastosowanie w Ameryce

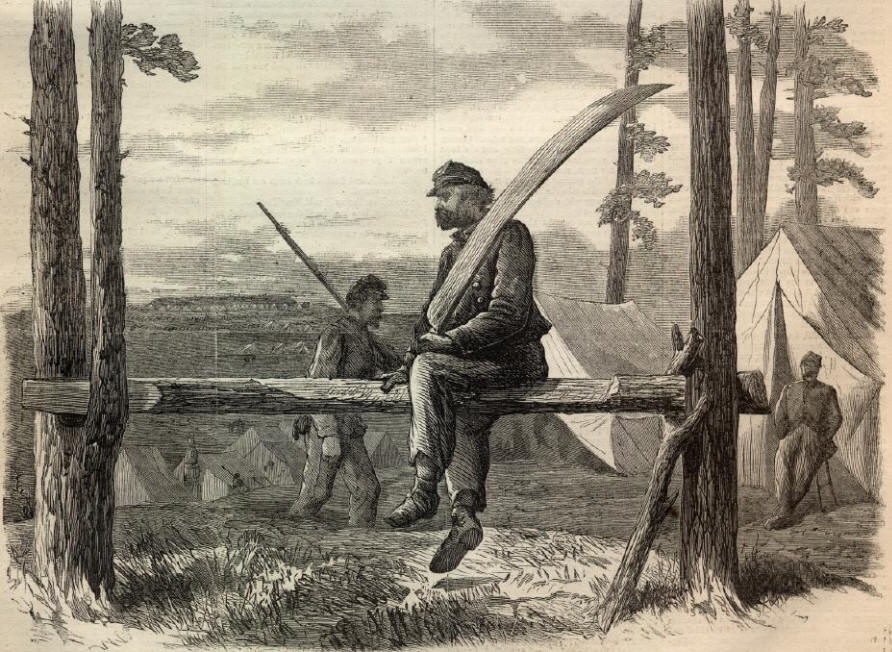
Żołnierz odbywający karę „jazdy na poręczy”, uproszczonej wersji hiszpańskiego kozła. W ręce trzyma drewnianą „szablę”, dodatkowo utrudniającej wytrzymanie kilku godzin na belce.

Hiszpański kozioł był wykorzystywany również w Stanach Zjednoczonych, głównie jako narzędzie dyscypliny wśród kawalerzystów. Podobną w działaniu, lecz prostszą w wykonaniu karą była tzw. „jazda na szynie”. Poddanemu karze, czy to na szynie, czy na koźle kawalerzyście wręczano dodatkowo dużą deskę wyciętą na kształt szabli. Miało to uczynić odsiadywanie kary jeszcze bardziej niekomfortowym. Była to przestroga również dla pozostałych żołnierzy, gdyż drewnianego konia stawiano na środku placu musztry, tak, by widok ten nie pozostał niezauważony. 
Podczas wojny secesyjnej, amerykańska wersja kozła, znana jako muł Morgana służyła do karania znajdujących się w niewoli konfederatów za niestosowanie się do zasad obowiązujących w miejscu osadzenia. Na mierzącą ok. 15 stóp wysokości konstrukcję sadzano jeńca, dodatkowo zawieszając mu u stóp ciężarki, bądź wręczając po dużej kości wołowej do każdej dłoni. Karę rozciągano na kilka dni, codziennie sadzając ofiarę na dwie godziny pod czujnym okiem uzbrojonego strażnika. Przerwać dzienną odsiadkę można było, gdy ofiara, wskutek bólu zemdlała i spadła z belki. 

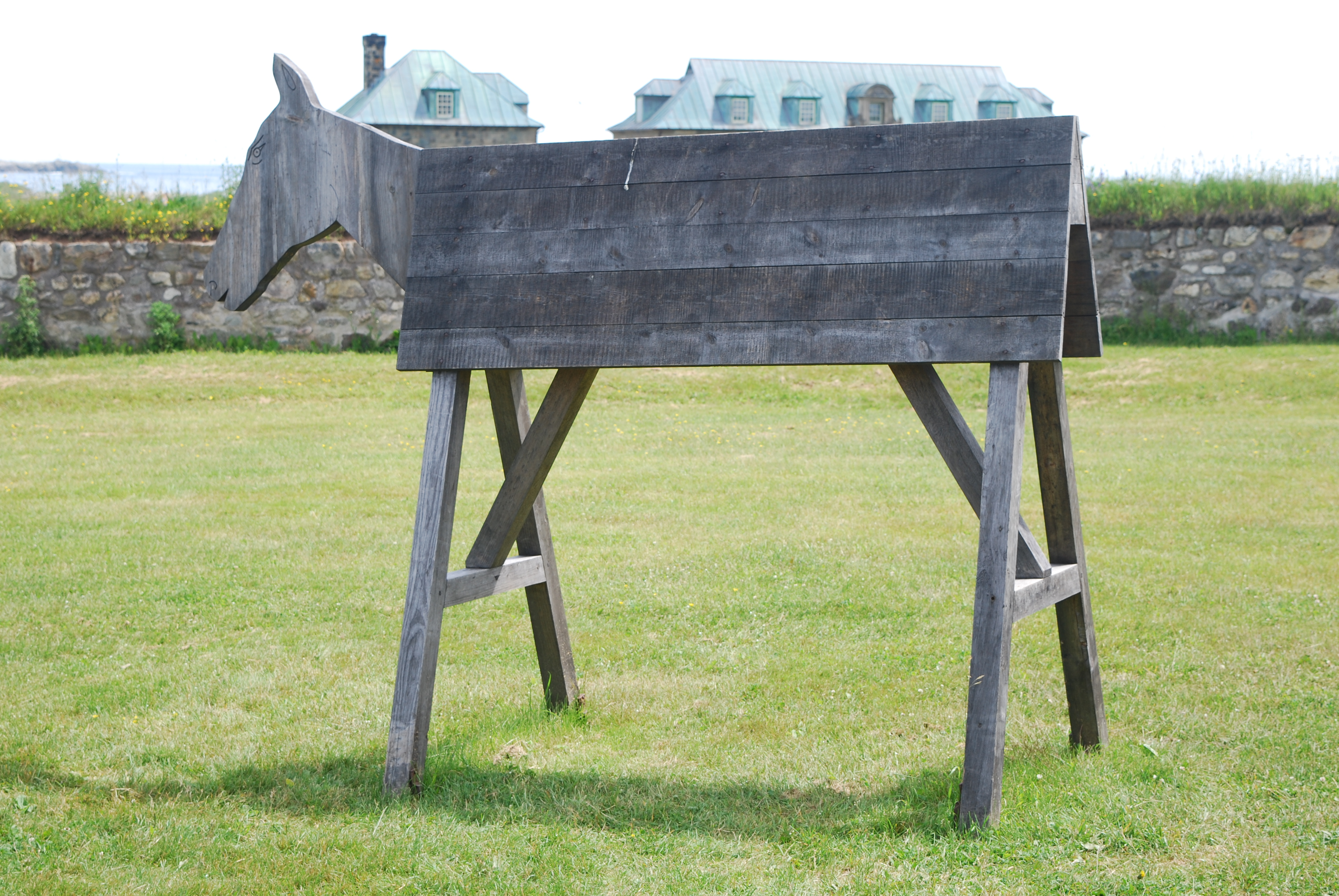
Replika drewnianego konia w Twierdzy Louisbourg w Kanadzie.